# أولد سايبوروك (كونيتيكت)
أولد سايبوروك (بالإنجليزية: Old Saybrook, Connecticut) هي بلدة أمريكية تقع في الولايات المتحدة في كونيتيكت. يقدر عدد سكانها بـ 10,242 نسمة ومساحتها 55.9 كم2 وترتفع عن سطح البحر 12 متر.

## معرض صور

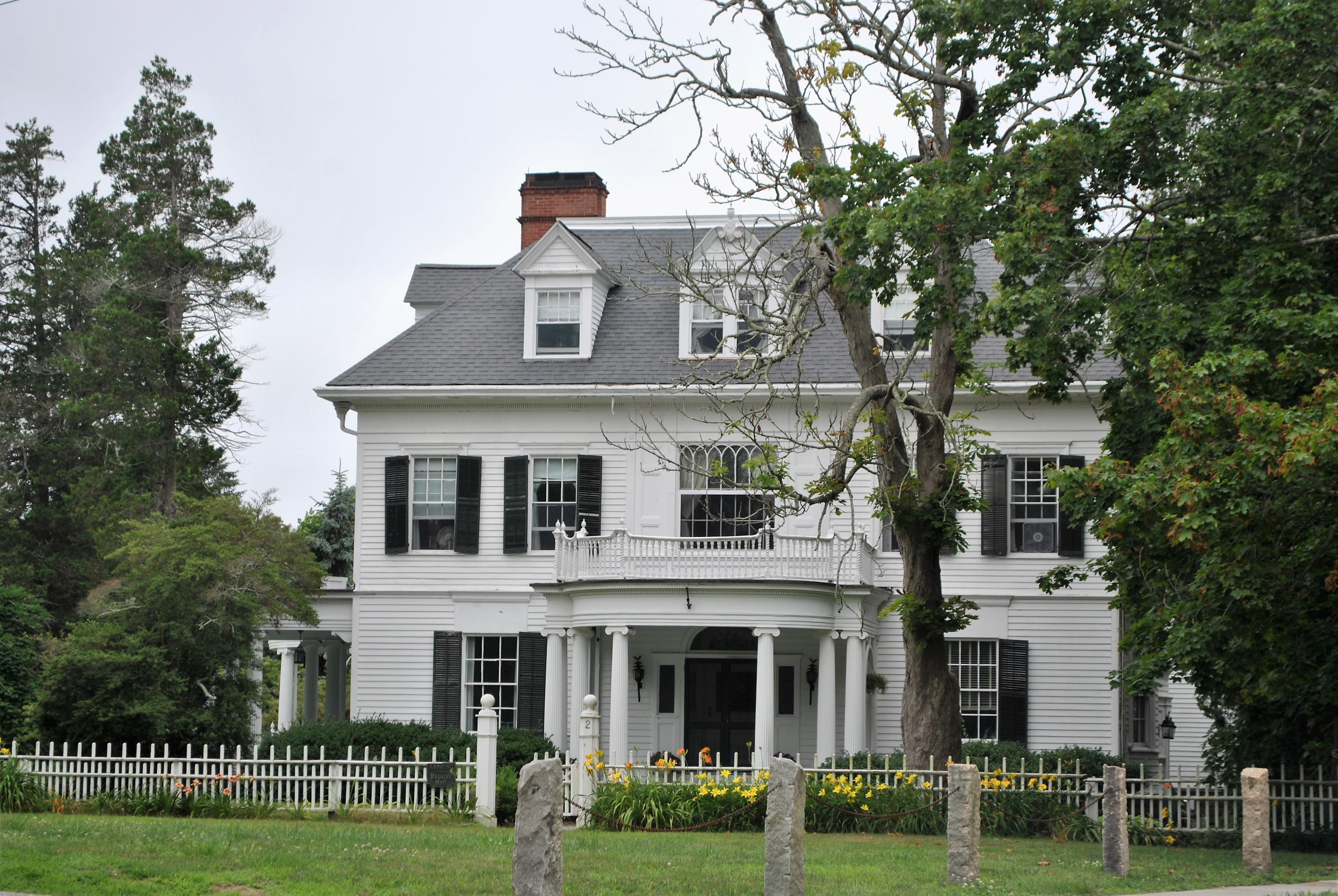
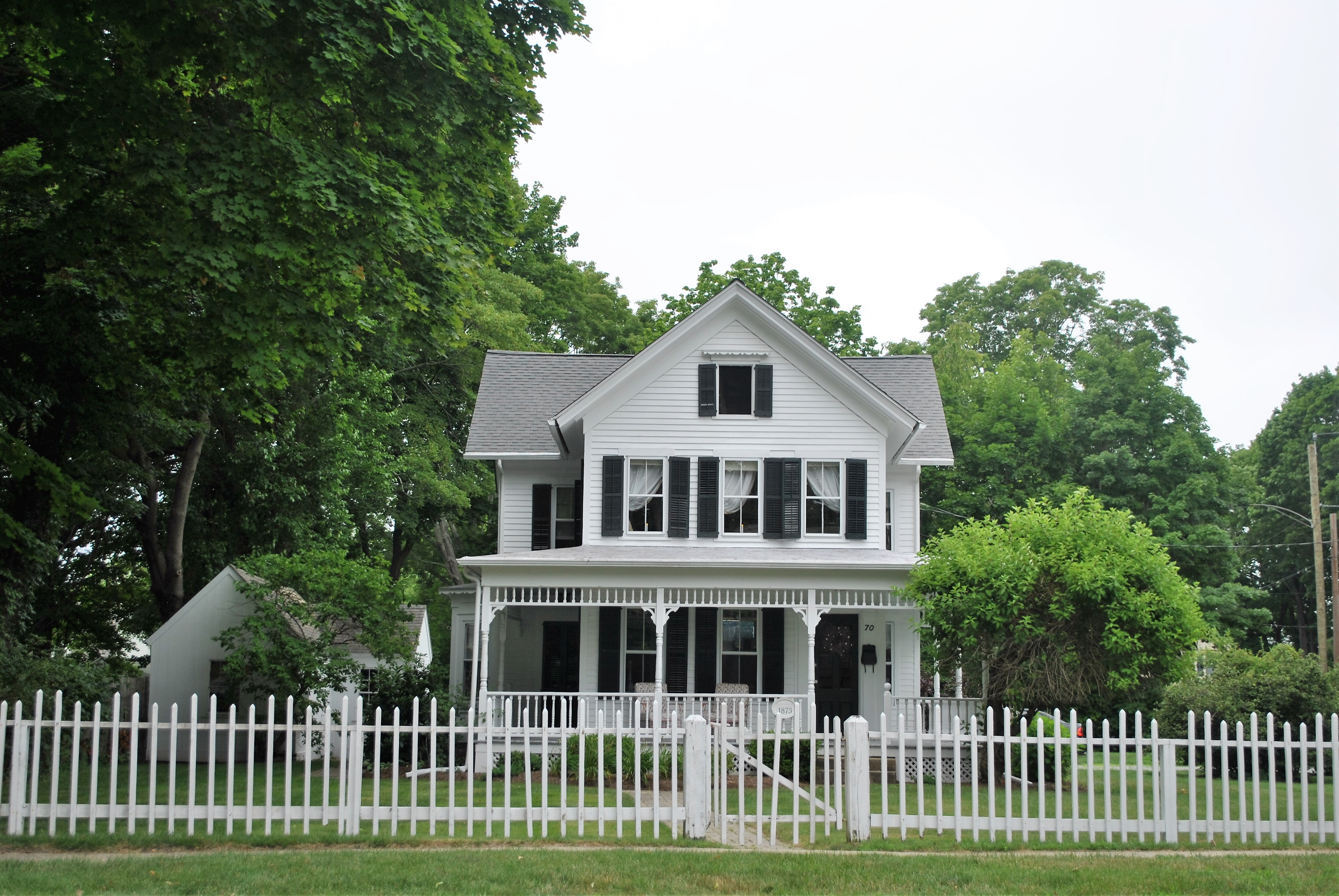
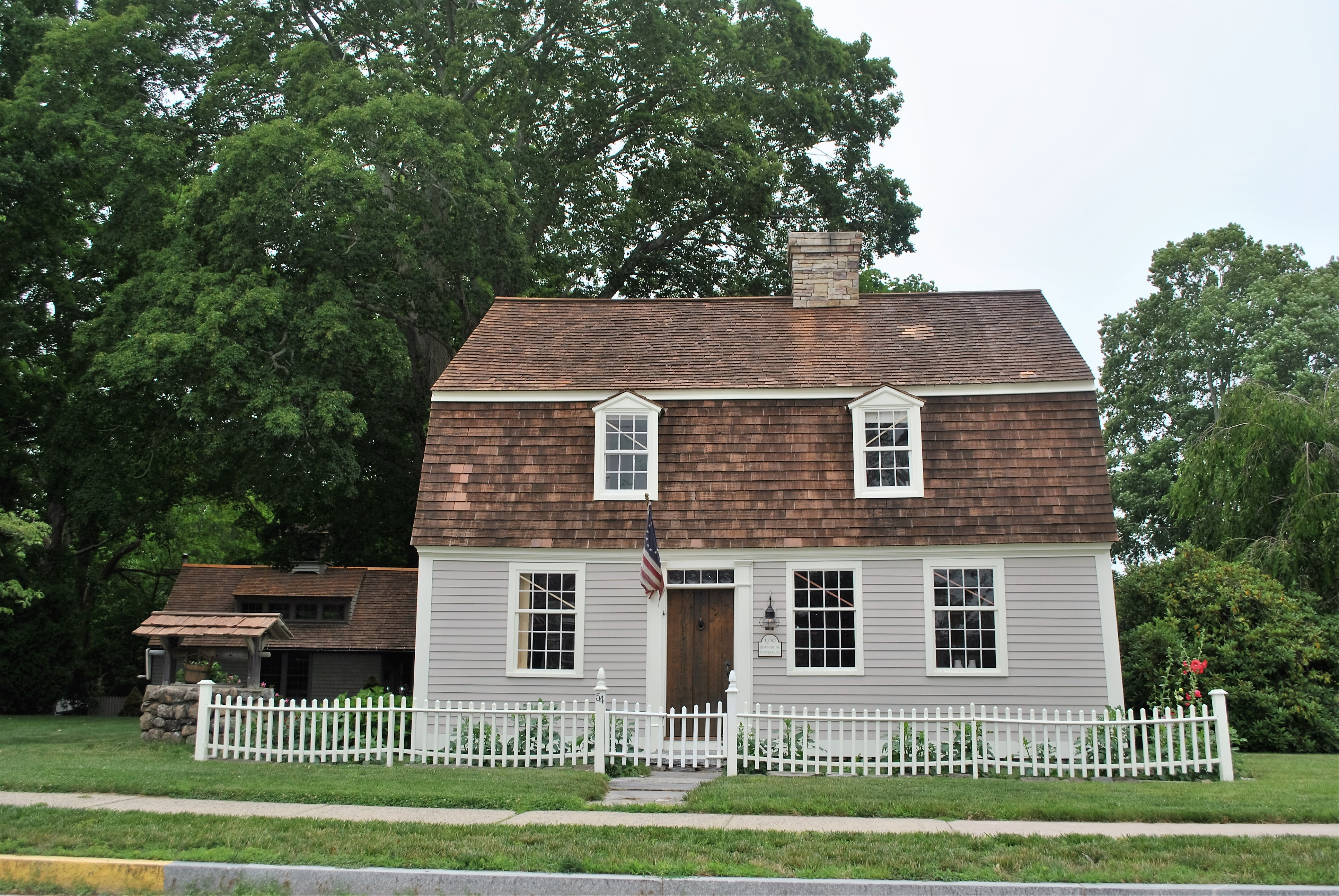

## أعلام
- توماس س. أكتون
- فرد كرين
- جو وود
- كاثرين هيبورن